# Ю Еф Оу
„Ю Еф Оу“ е английска рок група, създадена през 1969 година. Основните жанрове музика, които свирят, са хардрок и хевиметъл. Поставени са на 84-то място в класацията на „Ви Ейч Уан“ за 100-те най-добри хардрок музиканти. Съставът оказва влияние и на други групи като „Айрън Мейдън“ и „Металика“. Известно време с тях свири Майкъл Шенкер от „Скорпиънс“.